# Escape the Fate (musikalbum)
Escape the Fate är det tredje studioalbumet och debutalbumet på ett större skivbolag av det amerikanska post-hardcorebandet Escape the Fate. Det är det andra albumet med sångaren Craig Mabbitt och är bandets första album släppt via Interscope Records, efter avhoppet från Epitaph. Det släpptes den 2 november 2010 över hela världen. Albumet nådde plats 25 på Billboard 200, 1 på Hard Rock Albums, 4 på Rock Albums, 3 på Alternative and Independent och plats 18 på Digital Albums Chart.

## Låtlista
Alla låtar är skrivna och komponerade av Max Green, Craig Mabbitt, Monte Bryan Money, Michael Money, and Robert Ortiz, förutom där det står något annat.. 
| 1.           | Choose Your Fate    |                                                 | 1:41  |
| 2.           | Massacre            |                                                 | 4:15  |
| 3.           | Issues              |                                                 | 2:42  |
| 4.           | Zombie Dance        | Jay Gordon, Green, Mabbitt, Money, Money, Ortiz | 3:18  |
| 5.           | Gorgeous Nightmare  |                                                 | 3:16  |
| 6.           | City of Sin         | Gordon, Green, Mabbitt, Money, Money, Ortiz     | 2:43  |
| 7.           | Day of Wreckoning   |                                                 | 3:15  |
| 8.           | Lost In Darkness    |                                                 | 3:41  |
| 9.           | Prepare Your Weapon |                                                 | 4:41  |
| 10.          | World Around Me     | Gordon, Green, Mabbitt, Money, Money, Ortiz     | 5:09  |
| 11.          | The Aftermath (G3)  |                                                 | 5:34  |
| Total längd: | Total längd:        | Total längd:                                    | 40:11 |

| 12.          | Liars and Monsters    | John 5, Green, Mabbitt, Money, Money, Ortiz | 3:22  |
| 13.          | The Final Blow        |                                             | 3:21  |
| 14.          | Issues (Ruxpin remix) |                                             | 5:25  |
| Total längd: | Total längd:          | Total längd:                                | 52:19 |